# Mycena leaiana
Mycena leaiana är en saprofag svampart som förekommer i Nordamerika och Australien. Den karaktäriseras av sin intensivt orangea hatt. 